# Go Ahead!
Go Ahead! e. V. ist eine deutsche gemeinnützige Hilfsorganisation, die sich deutschlandweit für benachteiligte Kinder und den gerechten Zugang zu Bildung in Subsahara-Afrika einsetzt und dort lokale Initiativen fördert.
Vorstandsvorsitzende des Vereins sind Sarah Bothe und Tom Bodenbinder.
Junge Ehrenamtliche werden von berufserfahrenen Mentoren unterstützt. In Deutschland sammelt der Verein Spenden zur Unterstützung von Bildungs- und HIV/AIDS-Aufklärungsprojekten in Subsahara-Afrika und informiert über die Situation von benachteiligten Kindern sowie den mangelhaften Zugang zu Bildung für Jugendliche in dieser Region. Konkret besteht die deutschlandweite Arbeit des Vereins in der Organisation von verschiedenen Veranstaltungen wie Benefizkonzerten und -Sportveranstaltungen, Vorträgen, Workshops oder Informationsabenden.

## Partnerprojekte in Subsahara-Afrika
Der Verein arbeitet im südlichen Afrika mit lokalen Hilfsorganisationen zusammen und unterstützt Vorschulen und ausgewählte Bildungs- und Aufklärungsprojekte zugunsten von benachteiligten Kindern finanziell.
Die wichtigsten Projektpartner in Subsahara-Afrika sind die gemeinnützigen Organisationen Bakusasa Development Centre, Transitions Foundation, Pastoral Centre, 1000 Hills Community Helpers, ACTS International und United Through Sports.

## Kampagnen

### kickHIV!
Im Rahmen der Fußball-Weltmeisterschaft 2010 in Südafrika führte der Verein unter anderem mit der Unterstützung der Fußballspieler Mesut Özil und Philipp Lahm, des Entertainers Elton, des Schauspielers Steffen Groth, der Sängerin Cassandra Steen und des Autors Bartholomäus Grill die deutschlandweite Kampagne kickHIV! durch. Medienpartner war das Print-Medium der Freitag. Dabei fanden an über 40 Orten in ganz Deutschland in kurzer Zeit über 60 Aktionen statt. Mit den Spendeneinnahmen von rund 35.000 Euro wurden sportpädagogische Projekte in Südafrika finanziert, welche den wissenschaftlichen Ansatz Youth Development through Soccer (YDTS) verfolgen.

### BreakTheCycle
Die bundesweite Aufklärungskampagne BreakTheCycle – Bildung als Ausweg wurde zum ersten Mal vom 18. November bis zum 1. Dezember 2011 (Welt-Aids-Tag) durchgeführt und findet seitdem jährlich statt. Ziel der Kampagne ist es, junge Menschen in Deutschland über den Teufelskreis aus HIV/AIDS, Armut und mangelndem Bildungszugang im südlichen Afrika zu informieren und sie für die sozialen Probleme Gleichaltriger in dieser Region zu sensibilisieren. Es finden zahlreiche Aktionen in ganz Deutschland statt. Unterstützung erhielt die Kampagne unter anderem durch die damalige Bundesvorsitzende von Bündnis 90/Die Grünen, Claudia Roth, sowie den Schauspieler Steffen Groth. Im Jahr 2019 fanden entlang der drei Hauptaktionstage, dem Internationalen Tag für die Beseitigung der Armut (17. Oktober), dem Welt-AIDS-Tag (1. Dezember) und dem Tag der Bildung (8. Dezember), viele unterschiedliche Aktionen rund um die Themenschwerpunkte HIV/AIDS statt. Ziel ist es, mit Konzerten, Sportturnieren, Filmvorführungen und vielen weiteren Aktivitäten Aufklärungsarbeit und Unterhaltung zu verbinden – dabei kommen alle gesammelten Spenden unmittelbar unseren lokalen Projektpartnern in Südafrika, Uganda und Sambia zugute.

### Profs vs. Profis for Charity
Seit Mai 2014 treten im Zuge der Poetry-Slam-Tour „Profs vs. Profis for Charity“ Professoren verschiedener Universitäten gegen Profis aus der Poetry-Slam-Szene an. Der Erlös kommt verschiedenen Projekten des Vereins zugute. Unter anderem trat die Poetry-Slammerin Julia Engelmann in Bremen gegen die dortigen Professoren an.

### Wanderausstellung „Through my Eyes“
Seit 2013 ist die Wanderausstellung „Through my Eyes“ in verschiedenen deutschen Städten zu sehen. Sie zeigt 30 Aufnahmen aus dem Schulalltag in Namibia und Südafrika. Hierfür wurden von Go Ahead!-Mitgliedern Einwegkameras an Schulkinder verteilt, die die Aufnahmen selbst gemacht haben.

### Donation Drink
Der DONATION DRINK ist ein langfristiges Spendenprojekt der gemeinnützigen Organisation Go Ahead!. Die Aktion wurde 2019 ins Leben gerufen und richtet sich an engagierte Gastronomie-Inhaber, die mit ihrem Restaurant, ihrer Bar oder ihrem Café dabei helfen möchten, Spenden zu sammeln. Die Grundidee basiert darauf, dass ein Getränk der Getränkekarte zum Donation Drink wird. Kauft ein Gast das definierte Getränk, wird ein bestimmter Anteil (z. B. 0,20 €) an Go Ahead! gespendet. Am besten eignen sich dafür hausgemachte Drinks, wie z. B. Eistee, Limonade oder eine neue Cocktailkreation. Diese sind an sich schon etwas Besonderes und mit dem Siegel „Donation Drink“: unschlagbar! Prinzipiell kann aber jedes Getränk deiner Wahl zum Donation Drink werden.

## Transparenz
Mit der Teilnahme an der Initiative Transparente Zivilgesellschaft von Transparency International hat sich Go Ahead! zu vollständiger Transparenz verpflichtet. Auf der Homepage wird offengelegt, welchen Tätigkeiten der Verein nachkommt, woher die Mittel stammen, wie sie verwendet werden und wer die Entscheidungsträger sind.

## Schirmherren und Unterstützer
Unterstützung erhält der Verein vom ehemaligen südafrikanischen Erzbischof und Friedensnobelpreisträger Desmond Tutu, dem Pfarrer der deutschsprachigen römisch-katholischen Gemeinde in Kapstadt Stefan Hippler, von der Schauspielerin Cosma Shiva Hagen, der Band Jamaram, der ehemaligen Unicef-Vorsitzenden und SPD-Politikerin Heide Simonis und dem TV-Moderator Dennis Wilms.

## Auszeichnungen
- 2015: Projektförderung für das Mentoring & Training Programme in KwaZulu-Natal 2015 durch die Stiftung Entwicklungszusammenarbeit Baden-Württemberg[12]